# M100 Sanssouci Colloquium

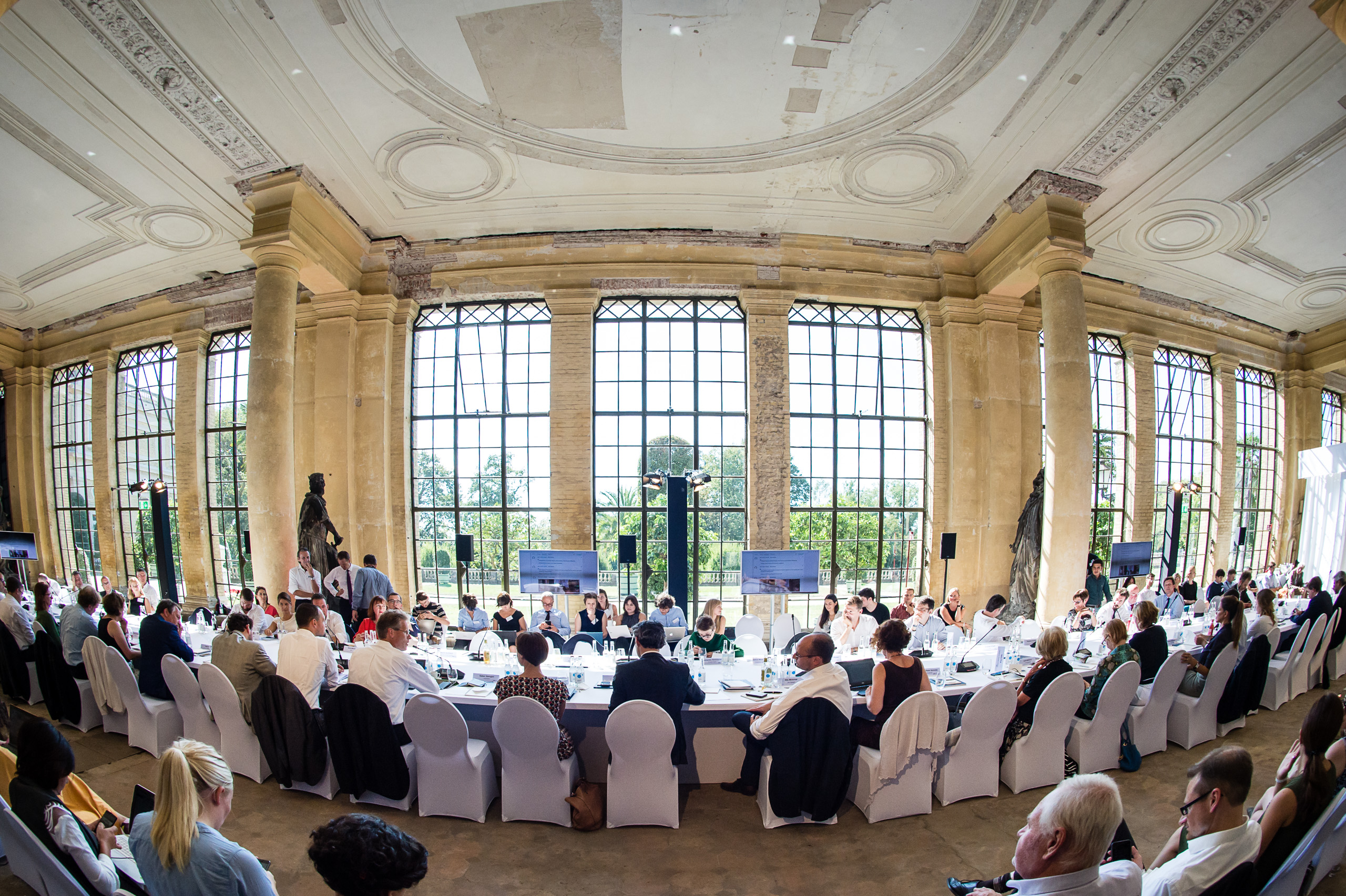
Internationale Medienkonferenz des M100 Sanssouci Colloquiums 2016

Das M100 Sanssouci Colloquium ist ein internationales Medientreffen, das seit 2005 einmal im Jahr in den Schlössern und Gärten der Stadt Potsdam stattfindet. Im Rahmen des Treffens wird der M100 Media Award vergeben.

## Hintergrund
Das Colloquium wurde 2005 im Rahmen der Bewerbung Potsdams zur Europäischen Kulturhauptstadt initiiert. Es lädt jährlich Journalisten traditioneller, etablierter und junger, unabhängiger, demokratischer Medien aus ganz Europa und darüber hinaus nach Potsdam ein, um gemeinsam mit Vertretern aus Politik und Wissenschaft über aktuelle gesellschaftspolitische Entwicklungen und Strömungen und die Rolle und den Einfluss der Medien in internationalen Angelegenheiten zu diskutieren. Ziel ist es, den Dialog untereinander zu intensivieren, das gegenseitige Verständnis zu fördern, die Rolle und den Einfluss der Medien in internationalen Angelegenheiten zu untersuchen sowie neue, konstruktive Wege der Zusammenarbeit auszuloten uns Demokratie, Meinungs- und Pressefreiheit in Deutschland, Europa und der Welt zu stärken. Als moderner Ost-West Brückenbauer fördert das M100 Sanssouci Colloquium Medienbeziehungen und deckt Unterschiede, aber auch Gemeinsamkeiten in den Aufgaben der Medien verschiedener Kulturen und Regionen auf.
Zu den Eröffnungsrednern der Konferenz gehören der österreichische Schriftsteller Robert Menasse, die amerikanische Wissenschaftlerin und Autorin Shoshana Zuboff., der Historiker und politische Schriftsteller Dan Diner, der Chefredakteur der deutsch-türkischen Nachrichtenplattform Özgürüz und ehemalige Chefredakteur der türkischen Tageszeitung Cumhuriyet, Can Dündar, der ehemalige US-Botschafter John Kornblum, die US-amerikanische Soziologin und Wirtschaftswissenschaftlerin Saskia Sassen, der britische Historiker Timothy Garton Ash, der Soziologe und Kulturwissenschaftler Andreas Reckwitz, und die Chefredakteurin der ukrainischen Newswebsite The Kyiv Independent, Olga Rudenko.
M100 ist eine Veranstaltung der Landeshauptstadt Potsdam und des Vereins Potsdam Media International e. V. und findet meistens Anfang September in den historischen Gebäuden des UNESCO-Welterbes in Potsdam statt, wie zum Beispiel der Orangerie des Orangerieschlosses Sanssouci oder dem Schlosstheater des Neuen Palais statt.

## Mitglieder des Beirates
(Quelle: )
- Alexandra Borchardt, Buchautorin, Dozentin, Medienberaterin, München
- Stephan-Andreas Casdorff, Herausgeber Der Tagesspiegel, Berlin
- Kai Diekmann, Gründer Storymachine, ehem. Chefredakteur und Gesamtherausgeber BILD-Gruppe, Berlin
- Astrid Frohloff, TV-Moderatorin und Journalistin, Berlin
- Wolfgang Ischinger, Botschafter a. D. und ehem. Vorsitzender der Münchner Sicherheitskonferenz
- Jann Jakobs, ehemaliger Oberbürgermeister Landeshauptstadt Potsdam
- Helena Kennedy, Human Genetics Commission, London
- Tina Kulow, Vice President Communications bei SAP SE Deutschland
- Christoph Lanz, ehemaliger Multimedia Direktor DW-TV, Berlin
- Giovanni di Lorenzo, Chefredakteur Die Zeit, Hamburg
- Mathias Müller von Blumencron, ehem. Chefredakteur Digitale Medien Frankfurter Allgemeine Zeitung, Frankfurt/M.
- Leonard Novy, Direktor Institut für Medien- und Kommunikationspolitik, Köln
- Christian Rainer, Chefredakteur und Herausgeber Profil, Wien
- Dagmar Rosenfeld, Chefredakteurin Welt am Sonntag, Berlin
- Sabine Schicketanz, Chefredakteurin Potsdamer Neueste Nachrichten, Potsdam
- Mike Schubert, Oberbürgermeister Landeshauptstadt Potsdam (Vorsitz)
- Karl zu Schwarzenberg, ehem. Außenminister Tschechische Republik, Prag
- Uwe Vorkötter, Herausgeber Horizont Medien, Frankfurt/M.

## M100 Media Award
Anlässlich des M100 Sanssouci Colloquiums wird im Rahmen eines Gala-Abends der M100 Media Award verliehen. Der symbolische und undotierte Preis versteht sich als „Preis der europäischen Presse“. Als Jury fungiert der M100-Beirat. Ausgezeichnet werden Persönlichkeiten, die in Europa und der Welt „Fußspuren“ hinterlassen und sich für Verdienste um den Schutz der freien Meinungsäußerung und die Vertiefung der Demokratie verdient gemacht haben.
Preisträger sind:
- 2005: Norman Foster, Architekt
- 2006: Bernard Kouchner, französischer Außenminister und Gründer der Organisation Ärzte ohne Grenzen
- 2007: Bob Geldof, Afrika-Aktivist und Gründer von Live Aid
- 2008: Íngrid Betancourt, franko-kolumbianische Politikerin
- 2009: Hans-Dietrich Genscher, ehemaliger deutscher Außenminister
- 2010: Kurt Westergaard, dänischer Karikaturist[6]
- 2011: Michael Anti (bürgerlicher Name: Zhao Jing), Journalist und chinesischer Blogger[7] / Ehrenpreis: George Weidenfeld, Lord of Chelsea, britischer Verleger, Diplomat und Publizist
- 2012: Mario Draghi, Präsident der Europäischen Zentralbank[8][9]
- 2013: Erdem Gündüz, türkischer Tänzer und Choreograph, der „Standing Man“ vom Taksim-Platz[10][11]
- 2014: Vitali Klitschko, ehemaliger Profiboxer und Bürgermeister von Kiew.[12][1][13] Die Hauptrede des Abends hielt der Präsident des Europäischen Parlaments, Martin Schulz, die Laudatio auf Vitali Klitschko hielt der österreichische Außenminister Sebastian Kurz / Sonderpreis: YanukovychLeaks, ukrainische Aktivistengruppe. Die Laudatio hielt der Geschäftsführende Direktor des International Forum for Democratic Studies am National Endowment for Democracy in Washington, D.C., Christopher Walker.
- 2015: Charlie Hebdo, französische Satirezeitschrift. Die Auszeichnung wurde von Gérard Biard, Chefredakteur des Magazins, entgegengenommen, die Laudatio sprach Ferdinand von Schirach.[14] (Eröffnungsrede: Hans-Dietrich Genscher, politische Hauptrede: Außenminister Frank-Walter Steinmeier.[15])
- 2016: Roberto Saviano, italienischer Journalist (Laudatio: Die-Zeit-Chefredakteur Giovanni di Lorenzo, politische Hauptrede: Bundeskanzlerin Angela Merkel)[16]
- 2017: Natalja Sindejewa (Doschd), russische Journalistin und Medienmanagerin (Laudatio: Tanit Koch, politische Hauptrede: Außenminister Sigmar Gabriel)[17]
- 2018: Deniz Yücel, deutsch-türkischer Journalist und Publizist (Hauptrede: Christian Lindner, Laudatio: Ines Pohl)[18][19]
- 2019: Nicola Sturgeon, Erste Ministerin Schottlands[20] (Hauptrede: Wolfgang Schäuble, Laudatio: Armin Laschet)
- 2020: Szabolcs Dull, ungarischer Journalist[21] (Hauptrede: Olaf Scholz, Laudatio: Dunja Mijatovic´)
- 2021: Alexei Nawalny, russischer Oppositionsführer, stellvertretend entgegengenommen von Leonid Wolkow (Hauptrede: Christian Lindner)
- 2022: Das ukrainische Volk, stellvertretend entgegengenommen von Wladimir Klitschko (Hauptrede: Bundeskanzler Olaf Scholz, Laudationes: US-Botschafterin Amy Gutmann, Donald Tusk)[22][23][24]
- 2023: die iranische „Women, Life, Freedom“-Bewegung, die in ihrer Heimat gegen Unterdrückung und für Freiheit und Menschenrechte protestiert. Den Preis nimmt stellvertretend für die Bewegung die iranische Frauenrechtsaktivistin Shima Babaei entgegen.[25]

## M100 Young European Journalists Workshop
Dem Colloquium vorgeschaltet ist der mehrtägige M100 Young European Journalists Workshop (M100YEJ) für Nachwuchsjournalisten aus ganz Europa. Jedes Jahr werden etwa 25 Nachwuchsjournalistinnen und -journalisten zwischen 20 und 30 Jahren aus ganz Europa, inklusive den Ländern der Östlichen Partnerschaft nach einem Bewerbungsverfahren zur Teilnahme an dem kostenlosen Workshop ausgewählt. Die Themen sind vielfältig und reichen von investigativem Journalismus über die Rolle von Journalisten in der Zukunft, den Dialog zwischen den Kulturen, wie man junge Leute für Europa und Politik interessiert bis hin zur Krisenberichterstattung oder den journalistischen Umgang mit Desinformation. Impulse für die einzelnen Module kommen von renommierten Experten aus ganz Europa.
Neben der Vermittlung von praktischem und theoretischem Wissen journalistischer Arbeit ist eine nachhaltige Vernetzung zwischen den Teilnehmern angestrebt. Als Ost-West-Brückenbauer bietet der M100YEJ den Teilnehmern Einblicke und Erfahrungen aus unterschiedlichen geografischen und kulturellen Perspektiven und die Möglichkeit, unterschiedliche Bedingungen und Herausforderungen für Journalismus in verschiedenen politischen und sozialen Systemen kennenzulernen. Abschluss des Workshops ist die Teilnahme am M100 Sanssouci Colloquium, bei dem die Ergebnisse des Seminars vorgestellt werden.